# Attori e spettatori

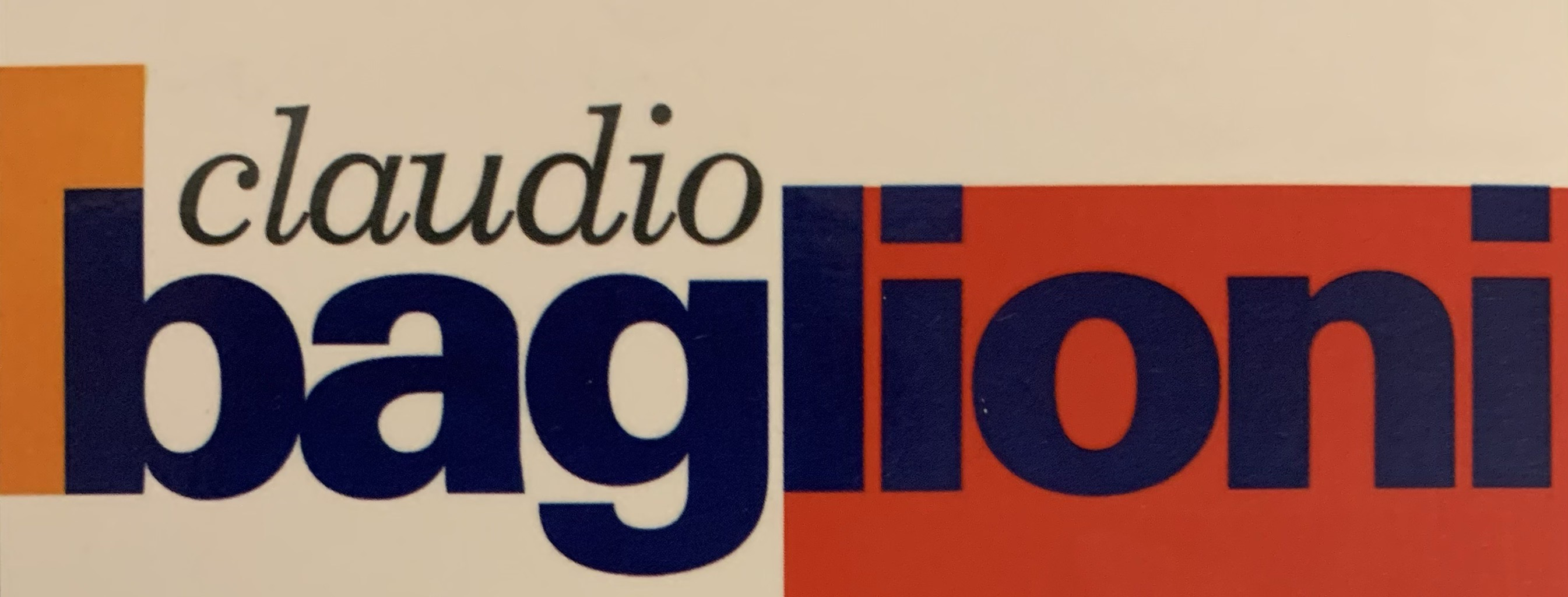
Logo di Baglioni usato durante gli anni 90

Attori e spettatori è un album live di Claudio Baglioni pubblicato nel 1996. 
L'album doppio documenta le due grandi tournée che seguono l'uscita dell'album di successo Io sono qui. Il Tour Rosso e il Tour Giallo Elettrico del 1996, che riscontrano un enorme successo di pubblico e di affluenza. Le sonorità del disco presentano una poliritmia e arrangiamenti world music e rock, la scaletta è incentrata particolarmente sull'ultima produzione del cantautore.
Il disco debutta secondo in classifica e viene accolto positivamente riscuotendo un ottimo successo di pubblico.
I testi e le musiche sono di Claudio Baglioni, la conduzione musicale di Paolo Gianolio.

## Descrizione
L’album, suddiviso in due CD, documenta le due tournée che hanno segnato l’anno straordinario di Claudio Baglioni. 
Il Tour Rosso, svoltosi nei palasport italiani tra gennaio e aprile del 1996, si è distinto per la sua concezione scenica innovativa e per l’eccezionale riscontro di pubblico. La tournée rivoluzionò il concetto di concerto dal vivo: il palco non era tradizionalmente frontale, ma collocato al centro dell’arena, senza barriere tra artista e spettatori, che circondavano lo spazio a 360 gradi. La scena era composta da quattro pedane mobili e un tappeto rotante, su cui si esibivano Baglioni, la band e il corpo di ballo chiamato "Compagnia dei colori". L’artista si muoveva costantemente nello spazio, correndo, saltando, avvicinandosi al pubblico e rendendo ogni spettacolo un’esperienza immersiva e teatrale.

Claudio Baglioni durante il Tour Rosso

A livello musicale, il tour fu costruito in poliritmia, grazie alla presenza simultanea di due batterie, pianoforti, chitarre e bassi elettrici che eseguivano linee melodiche sovrapposte, richiamando la complessità ritmica già presente nel disco Io sono qui, a cui la tournée era ispirata.

Con 51 date e oltre 700.000 spettatori complessivi, il Tour Rosso stabilì un record per la musica dal vivo in Italia e fu soprannominato “il tour infinito”, per la sua durata e l’impatto senza precedenti. L’intera esperienza è stata documentata nella VHS Baglioni nel Rosso, che ne conserva immagini, energia e intensità.

Baglioni in concerto

Il secondo tour presente nell'album è tratto del Tour Giallo Elettrico, considerato la  continuazione estiva del ciclo di concerti. Realizzato nel settembre del 1996, si presentava con un’impostazione più semplice e spontanea. Baglioni e la sua band si esibivano su un grande camion giallo, trasformato in palco mobile, posizionato in spazi aperti e piazze. L’idea del camion richiamava quella già adottata l’anno precedente, nel settembre 1995, quando Baglioni aveva presentato a sorpresa l’album Io sono qui con una serie di concerti estemporanei nelle città italiane.

## Tracce
Testi e musiche di Claudio Baglioni.

### Disco 1
1. Le vie dei colori
2. Strada facendo
3. Reginella Regine'
4. Poster
5. Bolero
6. Tamburi lontani
7. Acqua nell'acqua
8. Ninna nanna nanna ninna
9. Vivi
10. Quante volte
11. E adesso la pubblicità
12. Dov'è dov'è
13. Notte di note, note di notte

### Disco 2
1. Io sono qui
2. Ancora la pioggia cadrà
3. Io dal mare
4. Fotografie
5. Mille giorni di te e di me
6. Io me ne andrei
7. Noi no
8. La vita è adesso
9. V. O. T.
10. Fammi andar via
11. Quanto ti voglio
12. Questo piccolo grande amore
13. Via

## Formazione
- Claudio Baglioni - voce
- Paolo Gianolio, Danilo Minotti - chitarre e cori
- Paolo Costa - basso e cori
- Gavin Harrison, Elio Rivagli - batteria e percussioni
- Walter Savelli, Danilo Rea - pianoforte, tastiere e cori
- Stefano Simonazzi - tastiere e computer
- Marco Rinalduzzi - chitarre
- Marco Siniscalco - basso

## Classifiche

### Classifiche settimanali
| Classifica (1996) | Posizione massima |
| ----------------- | ----------------- |
| Europa            | 30                |
| Italia            | 2                 |

### Classifiche di fine anno
| Classifica (1996) | Posizione |
| ----------------- | --------- |
| Italia            | 23        |